# Uruguay en los Juegos Olímpicos de Nagano 1998
Uruguay estuvo representado en los Juegos Olímpicos de Nagano 1998 por un deportista masculino que compitió en esquí alpino.
El portador de la bandera en la ceremonia de apertura fue el esquiador alpino Gabriel Hottegindre. El equipo olímpico uruguayo no obtuvo ninguna medalla en estos Juegos.